# Liste der Monuments historiques in Vallois
Die Liste der Monuments historiques in Vallois führt die Monuments historiques in der französischen Gemeinde Vallois auf.

## Liste der Objekte
| Bezeichnung                                   | Beschreibung                                                            | Standort                              | Kennzeichnung | Schutzstatus | Datum | Bild |
| --------------------------------------------- | ----------------------------------------------------------------------- | ------------------------------------- | ------------- | ------------ | ----- | ---- |
| Skulptur Heiliger Leonhard                    | Stein, Anfang des 18. Jahrhunderts                                      | außen an der Kirche St-Léonard (Lage) | PM54000932    | Classé       | 1978  |      |
| Gemälde Heiliger Leonhard und heilige Barbara | Ölfarbe auf Leinwand, vergoldeter Holzrahmen, Ende des 18. Jahrhunderts | in der Kirche St-Léonard (Lage)       | PM54000933    | Classé       | 1979  |      |
| Skulptur Heilige Barbara                      | Stein, farbig gefasst, 17. Jahrhundert                                  | in der Kirche St-Léonard (Lage)       | PM54001933    | Inscrit      | 1977  |      |
| Altarkreuz und sechs Altarleuchter            | Kupfer, vergoldet, 1787                                                 | in der Kirche St-Léonard (Lage)       | PM54000931    | Classé       | 1975  |      |